# Gymnodampia setata
Gymnodampia setata är en kvalsterart som först beskrevs av Berlese 1916.  Gymnodampia setata ingår i släktet Gymnodampia och familjen Platyameridae. Inga underarter finns listade i Catalogue of Life.